# حجرية البذر الأرجوانية الزرقاء
حجرية البذر الأرجوانية الزرقاء أو شِنْجِبار أُرْجُواني أَزْرق أو شِنْجِبار مُلَوَّن (الاسم العلمي: Buglossoides purpurocaerulea)، نبات عشبي معمر جذموري من جنس حجرية البذر وفصيلة الحمحمية.

## التوزيع
ينتشر هذا النوع على نطاق واسع في الجزر البريطانية، وفي وسط أوروبا حتى جنوب روسيا وفي بلدان البحر الأبيض المتوسط من إسبانيا إلى شرق تركيا.